# Gnophos rufitinctaria
Gnophos rufitinctaria là một loài bướm đêm trong họ Geometridae.